# Natalidae
Natalidae là một họ động vật có vú trong bộ Dơi. Họ này được Gray miêu tả năm 1866.

## Hình ảnh

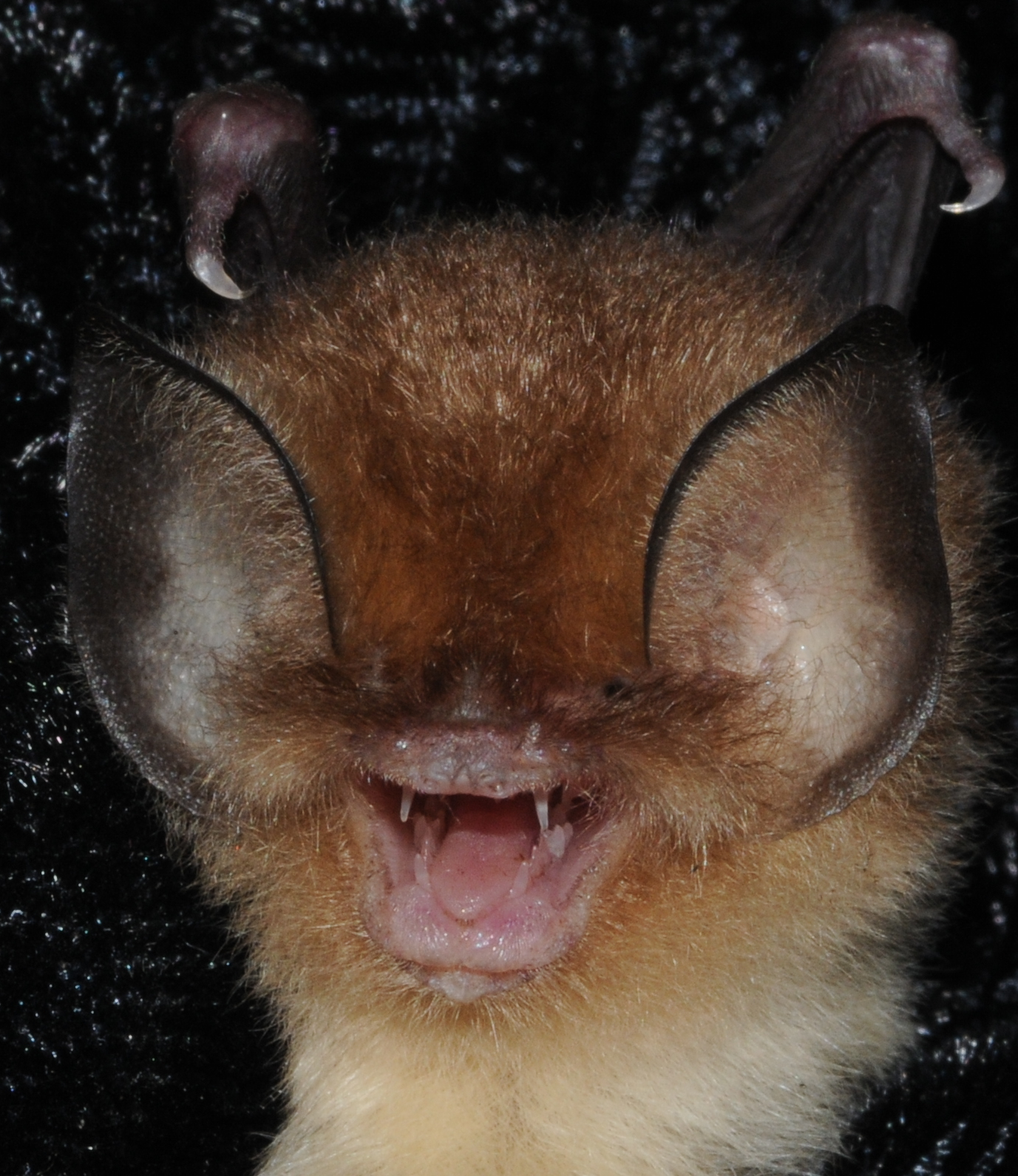